# Art Position
Art Position (eigene Schreibweise ART Position) war eine Kunstzeitschrift aus Frankfurt am Main, die von 1989 bis 1993 erschien. Art Position wurde von Vernon Warren gegründet und wurde (anfangs) im Zeitungsformat gedruckt. Die Fachzeitschrift profitierte von dem Kunstboom, den die Main-Metropole in den 1980er Jahren erfuhr und der sich unter anderem in der Gründung mehrerer Museen manifestierte. Die Zeitschrift arbeitete eng mit Künstlern wie Achim Wollscheid zusammen.
Die Kunstzeitschrift wurde in das documenta Archiv aufgenommen.